# Филипсбург (Свети Мартин)
Филипсбург (хол. Philipsburg) је главни град холандског дела острва Свети Мартин. Налази се на југу у пространом заливу и у њему живи око 1.400 становника. На његовом месту било је насеље Араваки Индијанаца, које је први видео Кристифор Колумбо 11. новембра 1493. године. Данашњи Филипсбург основао је Џон Филипс, шкотски морепловац у холандској служби 1763. године. Град је познат по аеродрому „Принцезе Јулијане“, који је због кратке стазе веома специфичан — авиони надлећу оближњу плажу на висини од свега 10-20 m.

## Галерија
- Градска већница